# 斯克維列連湖
斯克維列連湖（烏克蘭語：Сквирень），是烏克蘭的湖泊，位於該國北部切爾尼戈夫州，處於傑斯納河左岸，長1.4公里、寬0.2公里，面積0.3平方公里，最大水深4米。